# Relais 4 × 400 mètres masculin aux championnats du monde d'athlétisme 2011
Navigation
Berlin 2009 Moscou 2013
L'épreuve du relais 4 × 400 mètres masculin des championnats du monde de 2011 s'est déroulée les 1er et 2 septembre 2011 dans le Stade de Daegu en Corée du Sud. Elle est remportée par l'équipe des États-Unis (Greg Nixon, Bershawn Jackson, Angelo Taylor et LaShawn Merritt).

## Records et performances

### Records
Les records du relais 4 × 400 m hommes (mondial, des championnats et par continent) étaient avant les championnats 2011 les suivants.
| Record du monde           | États-Unis (Andrew Valmon, Quincy Watts, Harry Reynolds, Michael Johnson)              | 2 min 54 s 29 | Stuttgart   | 22 août 1993      |
| Record des championnats   | États-Unis (Andrew Valmon, Quincy Watts, Harry Reynolds, Michael Johnson)              | 2 min 54 s 29 | Stuttgart   | 22 août 1993      |
| Record d'Afrique          | Nigeria (Clement Chukwu, Jude Monye, Sunday Bada, Enefiok Udo-Obong)                   | 2 min 58 s 68 | Sydney      | 30 septembre 2000 |
| Record d'Asie             | Japon (Shunji Karube, Koji Ito, Jun Osakada, Shigekazu Omori)                          | 3 min 00 s 76 | Atlanta     | 3 août 1996       |
| Record d'Amérique du Nord | États-Unis (Andrew Valmon, Quincy Watts, Harry Reynolds, Michael Johnson)              | 2 min 54 s 29 | Stuttgart   | 22 août 1993      |
| Record d'Amérique du Sud  | Brésil (Eronilde de Araújo, Cleverson da Silva, Claudinei da Silva, Sanderlei Parrela) | 2 min 58 s 56 | Winnipeg    | 30 juillet 1999   |
| Record d'Europe           | Royaume-Uni (Iwan Thomas, Jamie Baulch, Mark Richardson, Roger Black)                  | 2 min 56 s 60 | Atlanta     | 3 août 1996       |
| Record d'Océanie          | Australie (Bruce Frayne, Gary Minihan, Richard Mitchell, Darren Clark)                 | 2 min 59 s 70 | Los Angeles | 11 août 1984      |

## Critères de qualification
Pour se qualifier pour les Championnats (minima A), il fallait avoir réalisé moins de 3 min 04 s 00 entre le 1er janvier 2010 et le 15 août 2011. 

## Résultats

### Finale
| Rang               | Pays           | Athlète                                                                                 | Temps              |
| ------------------ | -------------- | --------------------------------------------------------------------------------------- | ------------------ |
| Médaille d'or      | États-Unis     | Greg Nixon Bershawn Jackson Angelo Taylor LaShawn Merritt                               | 2 min 59 s 31      |
| Médaille d'argent  | Afrique du Sud | Shane Victor Ofentse Mogawane Willem de Beer L.J. van Zyl                               | 2 min 59 s 87      |
| Médaille de bronze | Jamaïque       | Allodin Fothergill Jermaine Gonzales Riker Hylton Leford Green                          | 3 min 00 s 10      |
| 4                  | Russie         | Maksim Dyldin Konstantin Svechkar Pavel Trenikhin Denis Alekseyev                       | 3 min 00 s 22 (SB) |
| 5                  | Belgique       | Jonathan Borlée Antoine Gillet Nils Duerinck Kévin Borlée                               | 3 min 00 s 41 (SB) |
| 6                  | Kenya          | Vincent Kiplangat Kosgei Vincent Mumo Kiilu Anderson Mureta Mutegi Mark Kiprotich Mutai | 3 min 01 s 15      |
| 7                  | Royaume-Uni    | Richard Strachan Nigel Levine Christopher Clarke Martyn Rooney                          | 3 min 01 s 16      |
| 8                  | Allemagne      | Jonas Plass Kamghe Gaba Miguel Rigau Thomas Schneider                                   | 3 min 01 s 37      |

### Séries
| Rang | Pays              | Athlète                                                        | Temps                |
| ---- | ----------------- | -------------------------------------------------------------- | -------------------- |
| 1    | États-Unis        | Greg Nixon Jamaal Torrance Michael Berry LaShawn Merritt       | 2 min 58 s 82 Q (WL) |
| 2    | Jamaïque          | Allodin Fothergill Riker Hylton Lansford Spence Leford Green   | 2 min 59 s 13 Q (SB) |
| 3    | Afrique du Sud    | Oscar Pistorius Ofentse Mogawane Willem de Beer Shane Victor   | 2 min 59 s 21 Q (NR) |
| 4    | Royaume-Uni       | Richard Strachan Nigel Levine Christopher Clarke Martyn Rooney | 3 min 00 s 38 q (SB) |
| 5    | Allemagne         | Jonas Plass Kamghe Gaba Eric Krüger Thomas Schneider           | 3 min 00 s 68 q (SB) |
| 6    | Trinité-et-Tobago | Zwede Hewitt Jarrin Solomon Deon Lendore Renny Quow            | 3 min 02 s 47        |
| 7    | Japon             | Kei Takase Yuzo Kanemaru Yusuke Ishitsuka Hideyuki Hirose      | 3 min 02 s 64 (SB)   |
| 8    | Corée du Sud      | Park Bong-go Lim Chan-ho Lee Jun Seong Hyeok-je                | 3 min 04 s 05 (NR)   |

| Rang | Pays            | Athlète                                                                                 | Temps                |
| ---- | --------------- | --------------------------------------------------------------------------------------- | -------------------- |
| 1    | Belgique        | Antoine Gillet Jonathan Borlée Nils Duerinck Kévin Borlée                               | 3 min 00 s 71 Q (SB) |
| 2    | Russie          | Maksim Dyldin Konstantin Svechkar Pavel Trenikhin Denis Alekseyev                       | 3 min 00 s 81 Q (SB) |
| 3    | Kenya           | Vincent Kiplangat Kosgei Anderson Mureta Mutegi Vincent Mumo Kiilu Mark Kiprotich Mutai | 3 min 00 s 97 Q (SB) |
| 4    | Bahamas         | Ramon Miller Avard Moncur Andrae Williams LaToy Williams                                | 3 min 01 s 54        |
| 5    | Australie       | Ben Offereins Tristan Thomas Steven Solomon Sean Wroe                                   | 3 min 01 s 56 (SB)   |
| 6    | Pologne         | Kacper Kozłowski Piotr Wiaderek Jakub Krzewina Marcin Marciniszyn                       | 3 min 01 s 83 (SB)   |
| 7    | France          | Nicolas Fillon Teddy Venel Mamoudou Hanne Yoann Décimus                                 | 3 min 03 s 68        |
| 8    | Arabie saoudite | Ismail M.H Alsabani Yousef Ahmed Masrahi Hamed Hamdan al-Bishi Mohammed Al-Salhi        | 3 min 05 s 65 (SB)   |

## Légende
Records et Performances
- AR : Record continental (area record)
- CR : Record des championnats (championship record)
- MR : Record du meeting (meet record)
- NR : Record national (national record)
- OR : Record olympique (olympic record)
- PR : Record paralympique (paralympic record)
- PB : Record personnel (personal best)
- SB : Meilleure performance personnelle de la saison (season's best)
- WL : Meilleure performance mondiale de l'année (world leader)
- WJR : Record du monde junior (world junior record)
- WR : Record du monde (world record)

Circonstances et Conditions
- DNF : N'a pas terminé (did not finish)
- DNS : N'a pas pris le départ (did not start)
- DQ : Disqualification (disqualification)
- NM : Aucun essai valable enregistré (No Mark)
- Q : Qualifié « directement » au prochain tour (ou à la prochaine compétition), lors d'une compétition majeure, grâce au classement ou à la réalisation des minima (automatic qualifier)
- q : Qualifié au prochain tour (ou à la prochaine compétition), lors d'une compétition majeure, grâce au repêchage ou à la réalisation de l'une des meilleures performances parmi celles des « non qualifiés directement » (grâce au meilleur temps ou à la meilleure distance par exemple) (secondary qualifier)